# A Rolling Stone
 A Rolling Stone è un singolo della cantante giamaicana Grace Jones pubblicato come singolo di lancio per l'album Warm Leatherette per il mercato inglese.

## Descrizione
Il brano, scritto dalla stessa Jones e da Deniece Williams e Fritz Baskett, non riscosse successo nelle classifiche inglesi, e fu rapidamente seguito da Love Is the Drug e Private Life.
A differenza della maggior parte del materiale presente in Warm leatherette, la canzone non era una cover ma una nuova composizione. Nel testo la Jones si lamenta con il suo amante di qualcosa che manca nella loro relazione, che è l'affetto.
Il lato b del singolo 7" contiene una versione modificata del brano Sinning, traccia iniziale del precedente album Muse.
Il singolo da 12" include un extended remix di A Rolling Stone, che è stato pubblicato su CD solo nel 2016 per la Remastered edition di Warm Leatherette..

## Tracce
- 7" single

A. "A Rolling Stone" – 3:31
B. "Sinning" – 4:08
- 12" single

A. "A Rolling Stone" – 5:39
B. "Sinning" – 5:05